# 廣州市街市
廣州街市條目為介紹廣州的街市，包含肉菜市場、農貿市場、農副產品批發市場等。至2005年為止，廣州共有接近289个室内肉菜市場，498個農貿市場和136個農副產品批發市場。現時一般街市大都為私人经营，公營街市數量極少。街市受食藥監局、工商局等多個部門監管。

## 歷史
舊日廣州的生鮮買賣，主要在墟市進行。在清同治十三年（1874），廣州城內就有大市、小市、歸德門市、長壽庵墟等20幾個墟市（隸屬南海、番禺縣）。城外番禺縣各鄉村亦有不少墟市。 在廣州城內，蔬菜、肉食與其他原料產品經營（批發），主要以欄口形式，集中於沿江一帶（痕跡留存於現街道名稱），而亦有不少小販肩挑、沿街擺賣。而19世紀初，在五仙門馬草埗附近就開始有周邊鄉民進城賣菜和代客買賣的蔬菜欄口。

### 轉變
1917年（民國6年），有商人出資在河南岐興中約建築五和市場，當時樓上為茶肆樓下是市場，其為廣州市第一座街市，不過後因辟馬路而被拆。到1918年廣州市政公所成立後，著手規劃建築公共街市。1919年在禺山原關帝廟處（現名盛廣場），落成投入第一座市營公共街市（亦為民國年間唯一公營街市）禺山市場。
到1923年（民國12年），南華置業公司以南益堂名義經市政府批准於一德東路建設南益市場，其於1925年（民國14年）6月落成投入。
至民國26年（1937），廣州建有禺山、南益、觀蓮、東華、溶光、漱珠6個街市，到1949年時街市增至14個。當時的公營街市的衛生清潔，及食品方面由市衛生局負責監管，而資金與維護，分由市財政局與工務局負責。

## 發展
共和國建政初，當局規定街市小販須領牌經營，要向轄區內公安局登記，並填具保證書，由其審查發牌。1950年6月下旬始，當局在全市新建和修建、擴建12個肉菜市場。1958年廣州在區建制成立商業局，街市統一由區商業局管理，轉為公營公司體系。1959年街市的大部分商品開始經營限制，施行票證供應制度。1965年各區街市改為市一級管轄經營。　
文革期間，對市外遠郊殘存集市，限定每旬逢一、六兩日為墟期，平日不得串墟，廣州市區和近郊區被規定不開放集市貿易，私人商品交易活動全面受限，市場經營全面萎縮，市民日常飲食生活用品供應十分匱乏和緊張。1979年後，農副產品市場逐步放鬆管制，集市貿易和個體商業迅速復甦。1986年南益市場首先重新放出攤檔予私人經營，同年街市改為各區蔬菜食品公司管轄經營。
千禧年後經營租金趨於上升，其中公營街市檔口每年租金升幅為5到10%，部分街市轉變乃至消失，而後續補充未能跟進。如禺山市場被改為名盛廣場後，替代街市未有建起；德政街市2003年地鐵收回土地被拆，地皮空置。而由於現行法例將（新建）街市劃為商業配套，非如學校、醫院等定為公共配套，街市建成後可維持私營性質，而檔口租金相對低微亦降低了投資設立街市的意欲。

## 外部鏈接
- 广州市肉菜市场协会 （页面存档备份，存于）
- 广州价格指数平台
- 广州市价格监测预警系统 （页面存档备份，存于）